# Кундићи
Кундићи је насељено место у Босни и Херцеговини у општини Травник. Административно припада Федерацији Босне и Херцеговине, односно њеном Средњобосанском кантону. Према попису становништва из 2013. у насељу је било 88 становника, а већинску популацију чинили су Бошњаци.

## Становништво
По последњем службеном попису становништва из 2013. године у овом насељу живело је 88 становника, а село је било етнички хомогено са већинском бошњачком популацијом.
| Националност | 2013. | 1991.        | 1981.        | 1971.        |
| Бошњаци      | —     | 113 (93,39%) | 123 (87,86%) | 107 (94,69%) |
| Хрвати       | —     | 4 (3,31%)    | 13 (9,28%)   | 5 (4,42%)    |
| Југословени  | —     | 2 (1,65%)    | 4 (2,86%)    | 0            |
| остали       | —     | 2 (1,65%)    | 0            | 1 (0,88%)    |
| Укупно       | 88    | 121          | 140          | 113          |